# Sewickley (Pensilvania)
Sewickley es un borough ubicado en el condado de Allegheny en el estado estadounidense de Pensilvania. En el año 2000 tenía una población de 3.902 habitantes y una densidad poblacional de 1,569.3 personas por km².

## Geografía
Sewickley se encuentra ubicado en las coordenadas 40°32′21″N 80°10′51″O / 40.53917, -80.18083.

## Demografía
Según la Oficina del Censo en 2000 los ingresos medios por hogar en la localidad eran de $39,598 y los ingresos medios por familia eran $56,500. Los hombres tenían unos ingresos medios de $48,988 frente a los $33,311 para las mujeres. La renta per cápita para la localidad era de $30,571. Alrededor del 5% de la población estaba por debajo del umbral de pobreza.